# Lista monumentelor istorice din județul Iași - F

Simbol pentru monumentele istorice

Lista monumentelor istorice din județul Iași - F cuprinde monumentele istorice înscrise în Patrimoniul cultural național al României și aflate în localități ce încep cu litera F din județul Iași. 
Lista completă este menținută și actualizată periodic de către Ministerul Culturii, Cultelor și Patrimoniului Național din România, prin intermediul Institutului Național al Patrimoniului, ultima versiune datând din 2015. Această listă cuprinde și actualizările ulterioare, realizate prin ordin al ministrului culturii.
Puteți căuta un monument din județul Iași folosind formularul de mai jos sau puteți naviga prin toate monumentele din județ la lista monumentelor istorice din județul Iași.
| Cod LMI                              | Denumire                                                        | Localitate                      | Localizare                                                      | Datare, Creatori                    | Imagine               | Erori             |
| ------------------------------------ | --------------------------------------------------------------- | ------------------------------- | --------------------------------------------------------------- | ----------------------------------- | --------------------- | ----------------- |
| IS-I-s-B-03591 (RAN: 99263.01)       | Situl arheologic de la Fedeleșeni, punct „La Cruce în Fundoaia” | sat Fedeleșeni; comuna Strunga  | „La Cruce în Fundoaia”, la cca. 500 m NE de sat                 |                                     | Încarcă foto \| video | Raportează eroare |
| IS-I-m-B-03591.01 (RAN: 99263.01.01) | Așezare                                                         | sat Fedeleșeni; comuna Strunga  | „La Cruce în Fundoaia”, la cca. 500 m NE de sat                 | sec. I - II p. Chr.                 | Încarcă foto \| video | Raportează eroare |
| IS-I-m-B-03591.02 (RAN: 99263.01.02) | Așezare                                                         | sat Fedeleșeni; comuna Strunga  | „La Cruce în Fundoaia”, la cca. 500 m NE de sat                 | Eneolitic, cultura Cucuteni, faza B | Încarcă foto \| video | Raportează eroare |
| IS-I-s-B-03592                       | Așezare                                                         | sat Filiași; comuna Bălțați     | „Dealul Mare” („Dealul Boghiului”), la marginea de SE a satului | Eneolitic, cultura Cucuteni, faza A | Încarcă foto \| video | Raportează eroare |
| IS-II-m-B-04158 (RAN: 99263.02)      | Biserica de lemn „Sf. Nicolae”                                  | sat Fedeleșeni; comuna Strunga  |                                                                 | 1747                                | Alte imagini          | Raportează eroare |
| IS-II-a-B-04159 (RAN: 96833.01)      | Ansamblul curții boierești Crupenschi                           | sat Feredeni; comuna Deleni     | 47.48462°N 26.8812°E                                            | sec. XVIII, refăcut sec. XIX        | Încarcă foto \| video | Raportează eroare |
| IS-II-m-B-04159.01                   | Biserica „Adormirea Maicii Domnului”                            | sat Feredeni; comuna Deleni     |                                                                 | 1791                                | Încarcă foto \| video | Raportează eroare |
| IS-II-m-B-04159.02                   | Ruine case                                                      | sat Feredeni; comuna Deleni     |                                                                 | sec. XVIII - XIX                    | Încarcă foto \| video | Raportează eroare |
| IS-II-m-B-04159.03                   | Zid de incintă                                                  | sat Feredeni; comuna Deleni     |                                                                 | sec. XVIII - XIX                    | Încarcă foto \| video | Raportează eroare |
| IS-II-m-B-04160 (RAN: 99343.01)      | Biserica „Sf. Treime”                                           | sat Frenciugi; comuna Drăgușeni |                                                                 | 1783                                |                       | Raportează eroare |